# Escândia

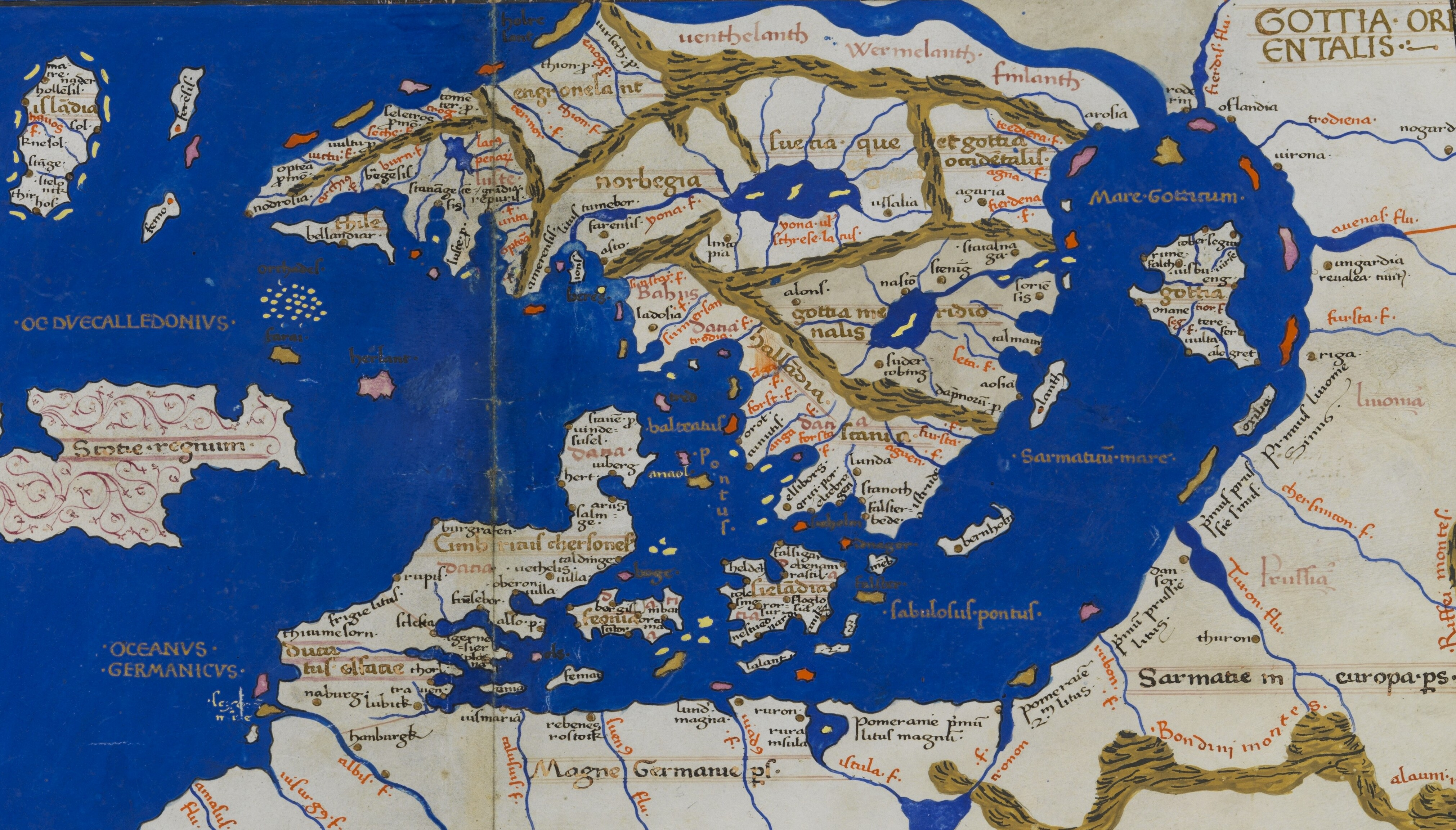
Mapa das ilhas Escândias, de Nicolau Germano, para uma publicação de 1467 da Cosmografia de Cláudio Ptolomeu de Alexandria

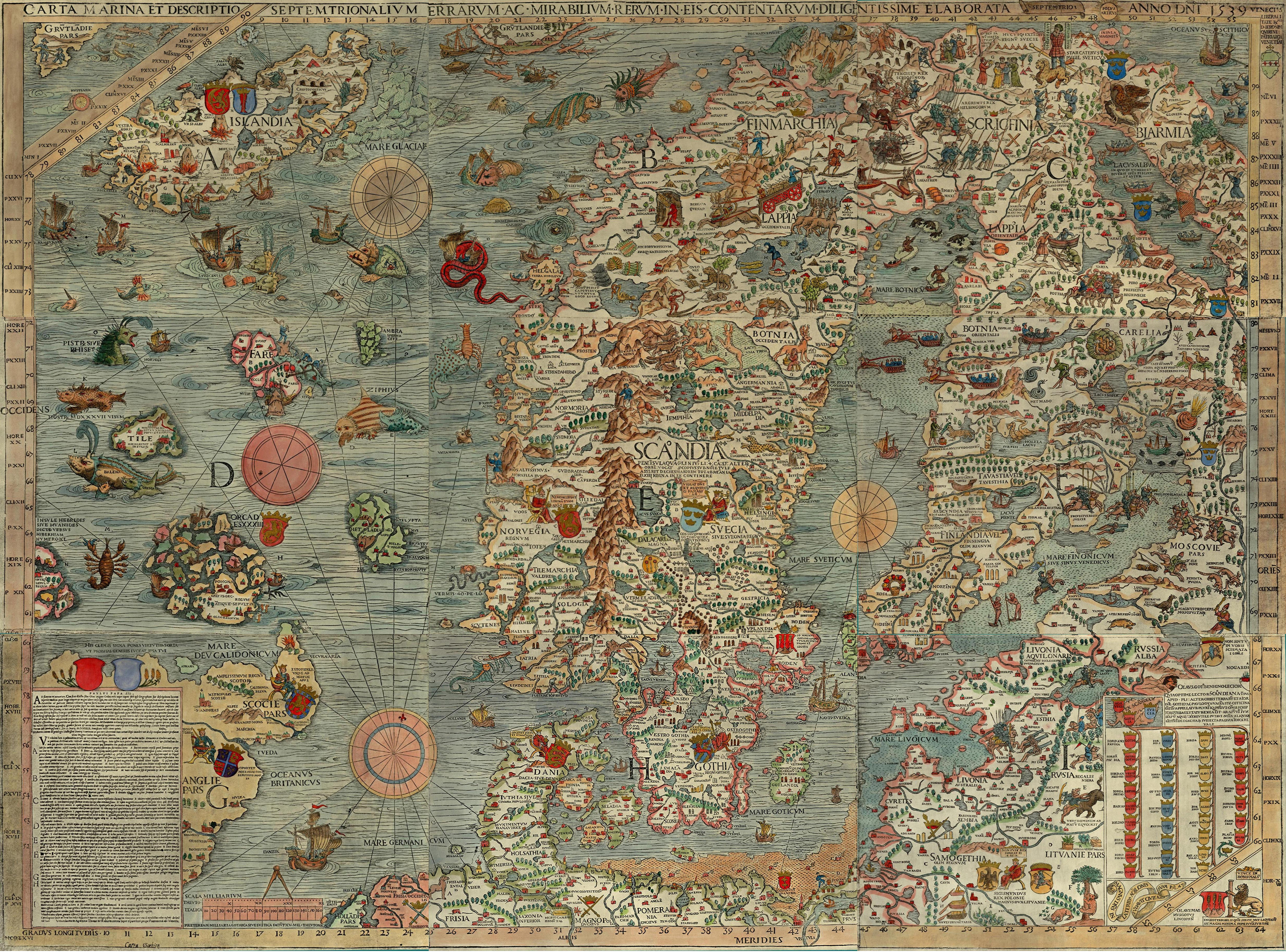
Carta Marina de Olavo Magno (1539)

Escândia (em grego: Σκανδία; em latim: Scandia) foi o nome utilizado pelos primeiros geógrafos gregos e romanos para descrever diversas ilhas inexploradas do Norte da Europa. O nome se originou nas fontes gregas, onde havia sido usado por muito tempo para se referir a diferentes ilhas da região do Mediterrâneo. Na Ilíada, de Homero, o nome denota uma antiga cidade em Citera, ilha do litoral da Grécia.
A primeira fonte escrita conhecida a utilizar o nome referindo-se a uma ilha do norte europeu é a obra História Natural, do autor romano Plínio, o Velho, escrita por volta de 77. Plínio descreveu Escândia como uma ilha localizada ao norte da Britânia. A ilha não parece ser a mesma que chama de "Escatinávia" (Scatinavia), localizada próxima aos cimbros. Na Geografia de Ptolemeu, escrita no século II, a Escândia é descrita como a mais oriental das ilhas Escândias, um arquipélago localizado a leste da península címbrica; nesta região Plínio localizou a sua Escatinávia. O nome Escândia passou a ser associado, depois de Ptolemeu, com a parte sul da península escandinava pelos geógrafos romanos, que imaginavam toda a Escandinávia como uma ilha.
Quando os acadêmicos escandinavos se familiarizaram com os registros dos romanos, no final da Idade Média, Escândia (Scandiae) passou a ser usado como um nome alternativo, em latim, à Terra da Escânia (Terra Scania). A paráfrase em latim, do início do século XIII, da Lei Escândia, é Lex Scandiae provincialis.
No século XVI, Olavo Magno, um cartógrafo sueco que conhecia as obras de Plínio, criou um mapa onde "Escândia" aparecia no meio da atual Suécia. No mapa de Magno o nome denota uma área que inclui as regiões que chama de "Suécia" (Sueônia), "Gótia" e "Noruégia" (Noruega), onde ele identifica várias tribos descritas pelos geógrafos anciões.
Embora seja basicamente uma denominação histórica, o termo Escândias (Scandiae) também é utilizado ocasionalmente hoje em dia como um nome latino para a Escandinávia. A Conferência dos Bispos Escandinavos, uma conferência episcopal organizada pela Igreja Católica desde 1923, chama-se Conferentia Episcopalis Scandiae.